# Luana, la vergine sacra
Luana, la vergine sacra (Bird of Paradise) è un film del 1932, diretto da King Vidor.

## Trama
Uno yacht fa sosta in una piccola isola del sud Pacifico: gli abitanti del villaggio arrivano con le canoe ma dopo poco arriva uno squalo. Johnny cerca di intervenire ma cade in acqua con una corda attorno alla caviglia. Una bella indigena taglia la corda salvando il ragazzo. Quella sera tutti gli uomini dello yacht partecipano a una festa del villaggio ma quando Luana, stremata dalla danza, viene presa in braccio da Johnny intervengono lo stregone e il re del villaggio per separarli.
Quella stessa notte Luana torna a nuoto allo yacht e Johnny la segue sull'isola, ormai tra i due è nato l'amore ma la ragazza è già promessa del principe della vicina isola. Durante la cerimonia matrimoniale Jerry rapisce Luana e insieme vanno a vivere in una piccola isola disabitata. Il vulcano della sua isola si risveglia e Luana si sente responsabile, decide quindi di rientrare seguita da Johnny che viene catturato e ferito.
Gli abitanti del villaggio vogliono sacrificare entrambi ma gli amici di Johnny riescono a liberare i prigionieri e a portarli sullo yacht. La ragazza si rende conto di non appartenere al mondo del suo amato. Durante la notte, mentre l'uomo dorme, lascia l'imbarcazione e sale sul vulcano. Solo con il suo sacrificio il suo villaggio potrà salvarsi.

## Produzione
Il set con il villaggio di Luana sarebbe stato utilizzato l'anno successivo per realizzare King Kong. Il film contiene una scena in cui la protagonista nuota nuda ma all'epoca non era ancora entrato in vigore il codice Hays quindi scene simili erano ancora possibili nonostante turbassero una parte del pubblico.
È il primo film interpretato da Lon Chaney Jr. che viene accreditato con il suo vero nome Creighton Chaney. Il film non ebbe il successo sperato e il bilancio finale fu una perdita di circa 250.000 dollari.

## Doppiaggio italiano
Il film venne proiettato in Italia nel 1933 con un doppiaggio di cui non si conoscono i dati. È stato ridoppiato in tempi molto più recenti su dialoghi di Sergio Luzi che ha anche diretto la nuova versione italiana assistito da Marisol Mingarelli. La sonorizzazione è avvenuta a cura della DPT S.r.l. con Christian Polini come fonico di mixage.

## Remake
Ebbe un remake nel 1951, L'uccello del paradiso, diretto da Delmer Daves con protagonisti Debra Paget, Louis Jourdan e Jeff Chandler.